# Richard Müller (Chemiker)
Richard Gustav Müller (* 17. Juli 1903 in Hartha; † 7. Juli 1999 in Radebeul) war ein deutscher Chemiker. Er gilt als „Vater der Silikone“.

## Leben und Wirken
Der Sohn eines Angestellten studierte nach dem Besuch der Volksschule in Hartha und des G.-E.-Lessing-Gymnasiums in Döbeln von 1923 bis 1931 Chemie an der Universität Leipzig, wo er 1931 bei Le Blanc promovierte. Anschließend arbeitete er ab 1933 als Laborleiter in Radebeul in der Chemischen Fabrik v. Heyden. Während seiner Forschungen dort gelang ihm 1941 die technische Herstellung von Methylchlorsilanen, welche Ausgangsprodukte für die Herstellung der Silikone sind.

„Allerdings war diese Entdeckung eher ein Zufallsprodukt. Ich hatte im Jahr 1932 die Idee, einen künstlichen Nebel zu erfinden, um ganze Städte damit einzuhüllen, falls es jemals wieder einen Krieg geben würde. Damals gab es ja noch kein Radar. Doch heraus kam immer nur ein schneeweißes Gas. Nach jahrelangen Versuchen – inzwischen schrieben wir das Jahr 1941 – führte ich die Untersuchungen in eine andere Richtung fort. Da entdeckte ich schließlich eine zähe weiße Masse – das Silikon.“

Parallel zu ihm entwickelte der US-amerikanische Chemiker Eugene G. Rochow das gleiche Verfahren. Da beide unabhängig voneinander ihre Entwicklung durchführten, wird dieses Verfahren heute Müller-Rochow-Synthese genannt.
Am Wiederaufbau der chemischen Industrie in Radebeul nach Ende des Zweiten Weltkriegs hatte Müller maßgeblichen Anteil. 1952 wurde er Leiter des VEB Silikon-Chemie in Nünchritz, eines ausgegliederten Zweigwerkes der Chemischen Fabrik v. Heyden, und 1953 wissenschaftlicher Leiter des Gesamtbetriebs.
Während des Aufstandes vom 17. Juni 1953 war er Wortführer der Belegschaft des inzwischen Volkseigenen Betriebs Chemische Fabrik v. Heyden.
Von 1954 bis 1972 lehrte Müller als Leiter des Instituts für Silikon- und Fluorcarbonchemie an der Technischen Universität Dresden, die ihn 1992 zum Ehrendoktor ernannte.
Müller wurde auf dem Friedhof Radebeul-Ost beerdigt. Seit 2001 ist in Radebeul eine Straße nach Richard Müller benannt.

## Auszeichnungen und Ehrungen

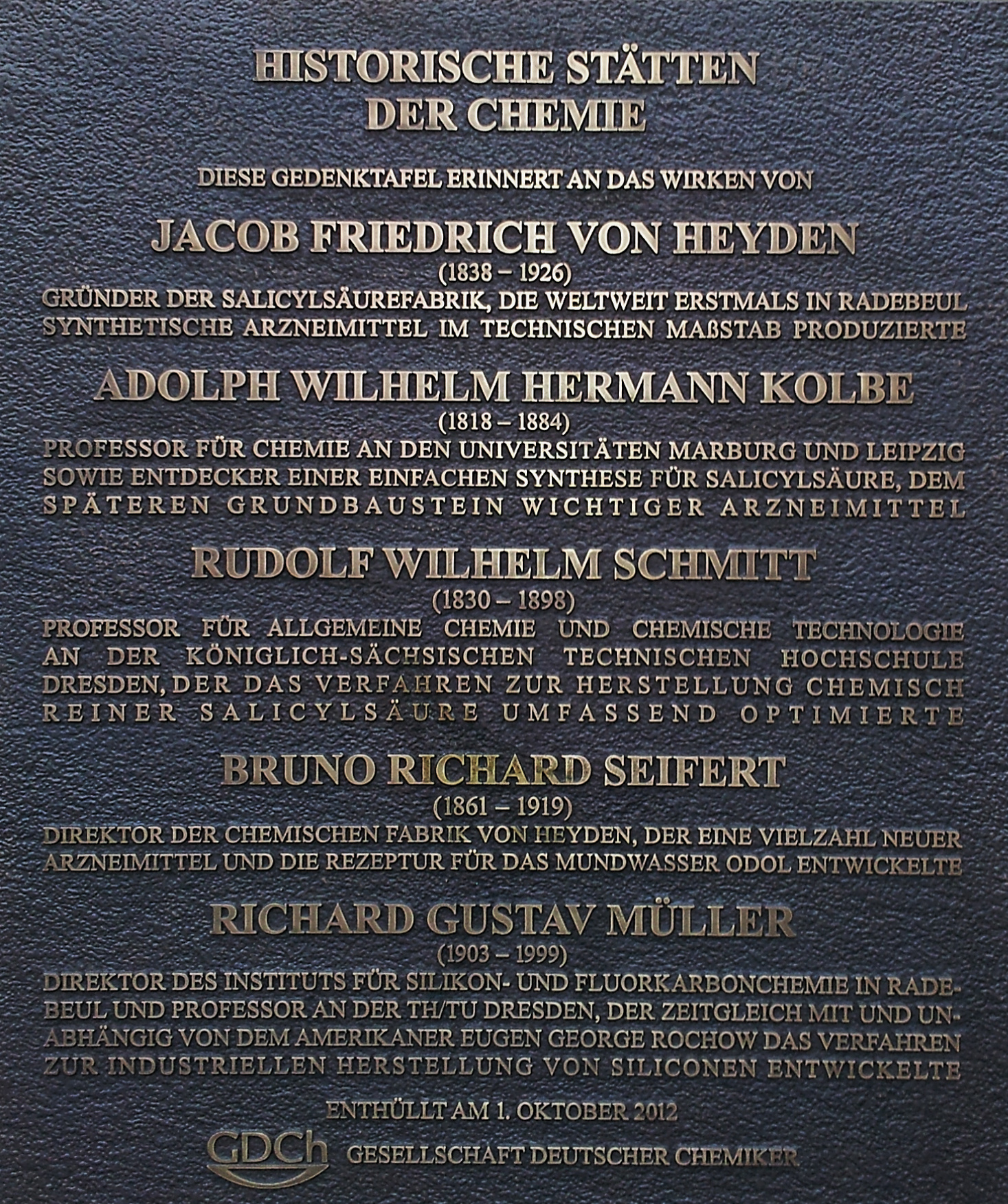
Gedenktafel der GDCh an der Chemischen Fabrik v. Heyden, Meißner Straße 35 in Radebeul

- 1951 Nationalpreis der DDR III. Klasse für Wissenschaft und Technik
- 1962 Clemens-Winkler-Medaille
- Seit dem 1. Oktober 2012 ist die ehemalige Salicylsäurefabrik und spätere Chemische Fabrik Dr. F. von Heyden eine der Historischen Stätten der Chemie, ausgezeichnet durch die Gesellschaft Deutscher Chemiker (GDCh) im Rahmen eines Festakts mit einer Gedenktafel am Hauptgebäude in Radebeul. Diese erinnert an das Wirken von Jacob Friedrich von Heyden, Adolf Wilhelm Hermann Kolbe, Rudolf Wilhelm Schmitt, Bruno Richard Seifert und Richard Gustav Müller.

## Schriften
- Müller, Richard; Beiträge zur Kenntnis des Systems Nickeloxyd-Sauerstoff-Wasser. Phil. Diss., Leipzig 1931.